# I'm Not Through Loving You Yet
«I'm Not Through Loving You Yet» es una canción compuesta por Conway Twitty y L. E. White, e interpretada por Twitty. Fue publicada el 15 de abril de 1974 como sencillo principal de su álbum de estudio del mismo nombre. El lado B, «Before Your Time», apareció como la sexta canción de su álbum Conway Twitty's Honky Tonk Angel (1974).

## Recepción de la crítica
Un escritor no especificado de la revista Cash Box escribió: “Una balada que realmente llora desde el corazón, Conway llena la canción con una emoción sentida que habla desde la realidad de la experiencia. Su suavidad vocal es excelente y la instrumentación complementa su voz. La guitarra de acero y el ritmo sutil combinados con las voces de fondo harán que esto llegue a la cima en poco tiempo”.

## Lista de canciones
- 7-inch single – MCA-40224[4]

1. «I'm Not Through Loving You Yet» – 2:36
2. «Before Your Time» – 2:37

## Posicionamiento
| Gráfica (1974)                                      | Pico de posición |
| --------------------------------------------------- | ---------------- |
| Canadá (RPM Country Playlist)                       | 1                |
| Estados Unidos (Billboard Hot Country Singles)      | 3                |
| Estados Unidos (Record World Country Singles Chart) | 1                |